# Aleksàndrovka (Tambov)
Aleksàndrovka — Александровка (rus) — és un poble de l'óblast de Tambov, a Rússia, segons el cens del 2010 tenia 150 habitants.